# Greta (film)
Greta, také „Já jsem Greta“ (anglicky I Am Greta), je mezinárodně koprodukční dokumentární film (režisér: Nathan Grossman) z roku 2020 o klimatické aktivistkce Gretě Thunbergové. Film měl dne 3. září 2020 světovou premiéru na 77. ročníku Mezinárodního filmového festivalu v Benátkách. Na  americkém poskytovateli filmů a seriálů online Hulu byl uveden dne 13. listopadu 2020.

## Ocenění a nominace
Film  byla nominován na ceny Guldbaggen för bästa film za nejlepší film, nejlepší režii a nejlepší dokument. Film získal ocenění „Nezapomenutelný“ a byl nominován na cenu Cinema Eye Audience Choice Prize na Cinema Eye Honors Awards 2021, a byl nominován na cenu Critics' Choice Documentary Award za nejlepší vědecký/přírodní dokument.
Film získal ocenění na filmových festivalech, jako je cena Cinema and Environmental Commitment Prize na Evropském filmovém festivalu Les Arcs 2020, Zvláštní cena poroty za zvukový design na filmovém festivalu Montclair 2020 a Cena za vědecký film na filmovém festivalu v Curychu 2020. Další nominace byly cena za nejlepší dokument na Mezinárodním filmovém festivalu v Reykjavíku 2020, cena Impact Award na filmovém festivalu ve Stockholmu 2020 a cena za nejlepší mezinárodní dokumentární film na filmovém festivalu v Curychu 2020. Film získal cenu Kristallen 2021 jako dokumentární program roku.